# La Garenne (parc animalier)
 (janvier 2018).
Si vous disposez d'ouvrages ou d'articles de référence ou si vous connaissez des sites web de qualité traitant du thème abordé ici, merci de compléter l'article en donnant les références utiles à sa vérifiabilité et en les liant à la section « Notes et références ».
La Garenne est un parc animalier suisse situé à Le Vaud. D'une superficie de 3 hectares présentant plus de 150 animaux de la faune européenne. Depuis 1965, La Garenne aide à la conservation de la nature régionale.

## Historique
En 1965 Erwin Meier crée un parc animalier réservé à la faune locale afin de la faire connaître du public. Situé dans la région de Nyon à Le Vaud, le parc de 6 100 m2 est un refuge pour de nombreuses espèces sauvages handicapées, mais également pour des animaux exotiques et domestiques dont les propriétaires ne peuvent plus s'occuper.
En 1972, La Garenne est la première station de Suisse à apporter sa contribution au projet européen de réintroduction du gypaète barbu dans les Alpes. Une femelle née au parc animalier et lâchée en 1989, élève le premier petit en liberté depuis la disparition de l'espèce dans les Alpes en 1913,,. 
L'association des Amis de La Garenne (ADAG) est créée en 1975 pour soutenir financièrement La Garenne. En 1977, La Garenne est officiellement reconnue d'utilité publique. La fondation est créée en 1998 pour assurer la pérennité du parc animalier. Le conseil de fondation est composé d'une délégation du conseil régional du district de Nyon, de la commune de Le Vaud, de diverses organisations et délégations du monde économique et politique, ainsi que de l'ADAG.
Le parc vieillissant doit être restauré pour offrir de meilleures conditions aux animaux et aux personnes visitant l'installation. La fondation initie le développement d'un nouveau parc en 2004. Entre 2010 et 2012, le parc obtient un permis de construire et un plan partiel d'affectation pour La Garenne, changeant ainsi le terrain agricole existant en zone d'intérêt public. La construction du nouveau parc est initiée en avril 2014. Le coût total de 14,5 millions de francs est couvert par un financement basé sur un partenariat public-privé. Les contributions financières les plus importantes sont apportées par la Fondation Bertarelli, suivie des fondations MAVA, OAK et de la Loterie Romande. Le nouveau parc ouvre en mars 2016 sur une surface de 3 hectares. La nouvelle structure permet de mieux remplir les missions de la fondation. Elle se concentre sur la faune suisse, sauvage et domestique et sur le principe que l'on respecte mieux ce que l'on connaît. Les nouveaux bâtiments abritent un centre de soins pour les animaux sauvages, une salle de 120 m2 permet l'accueil des classes pour des animations pédagogiques, un restaurant et des espaces de jeux. 

## Installations et faune présentée

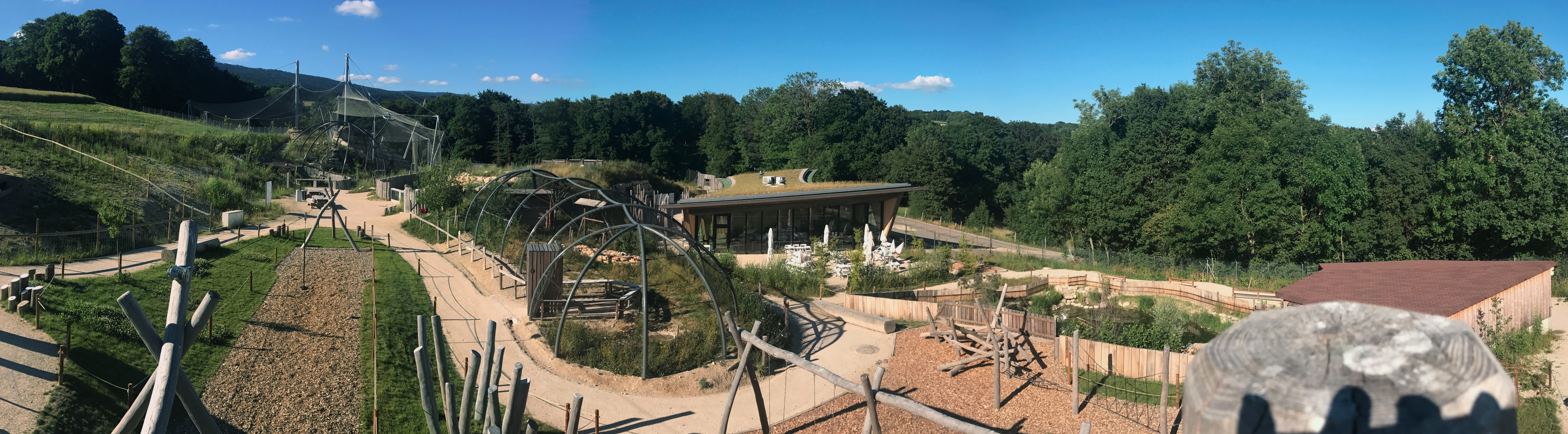
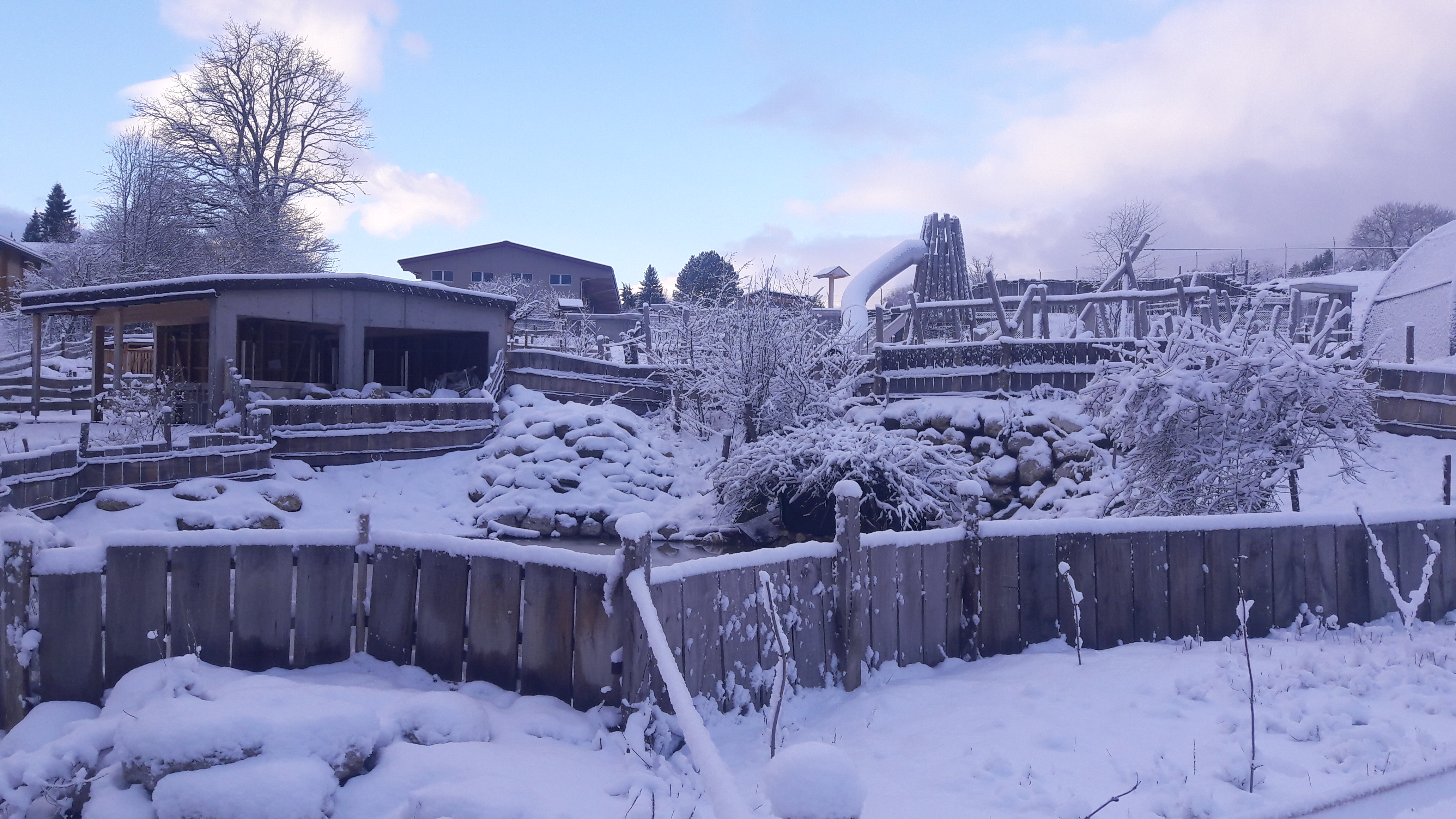
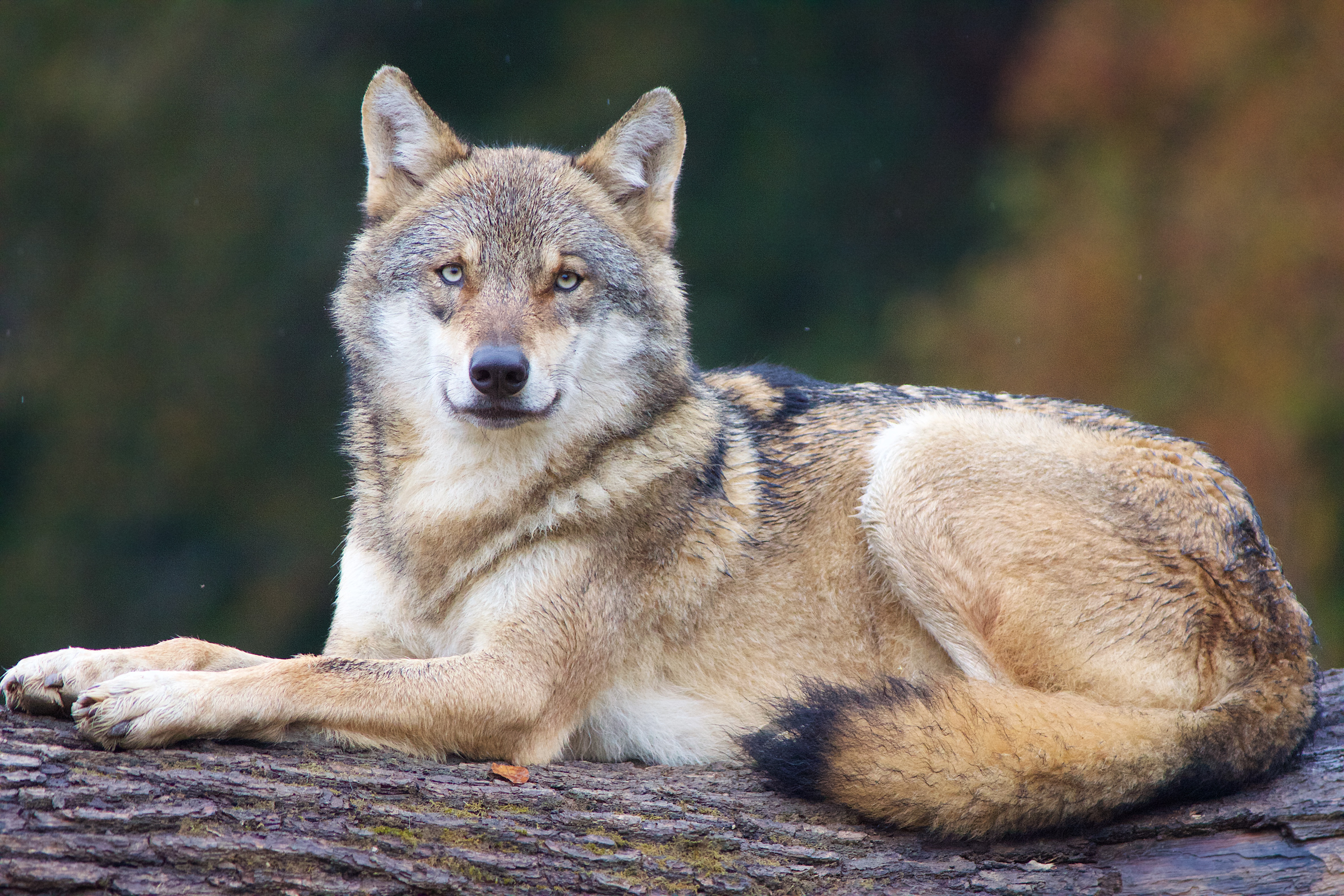
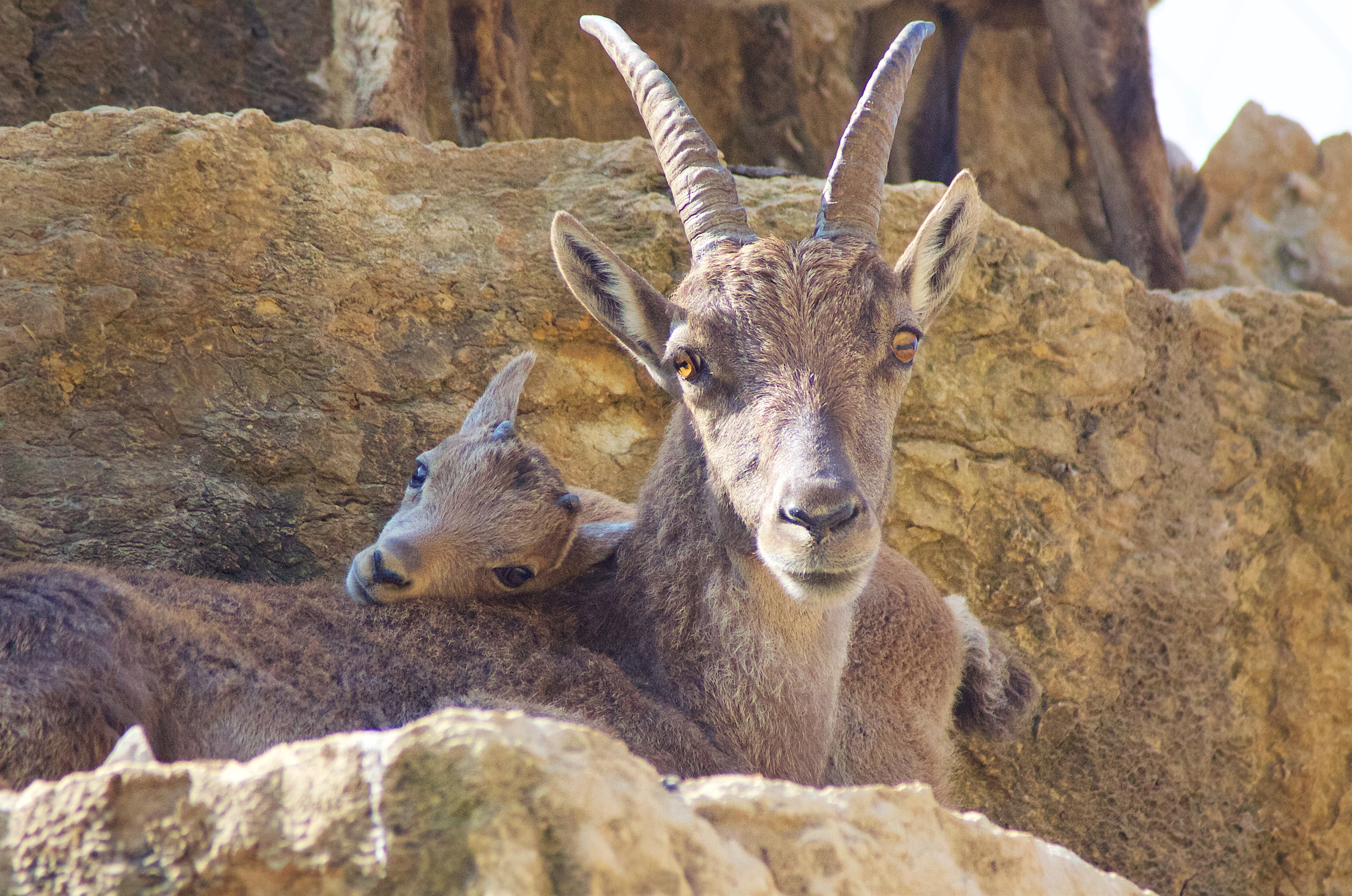
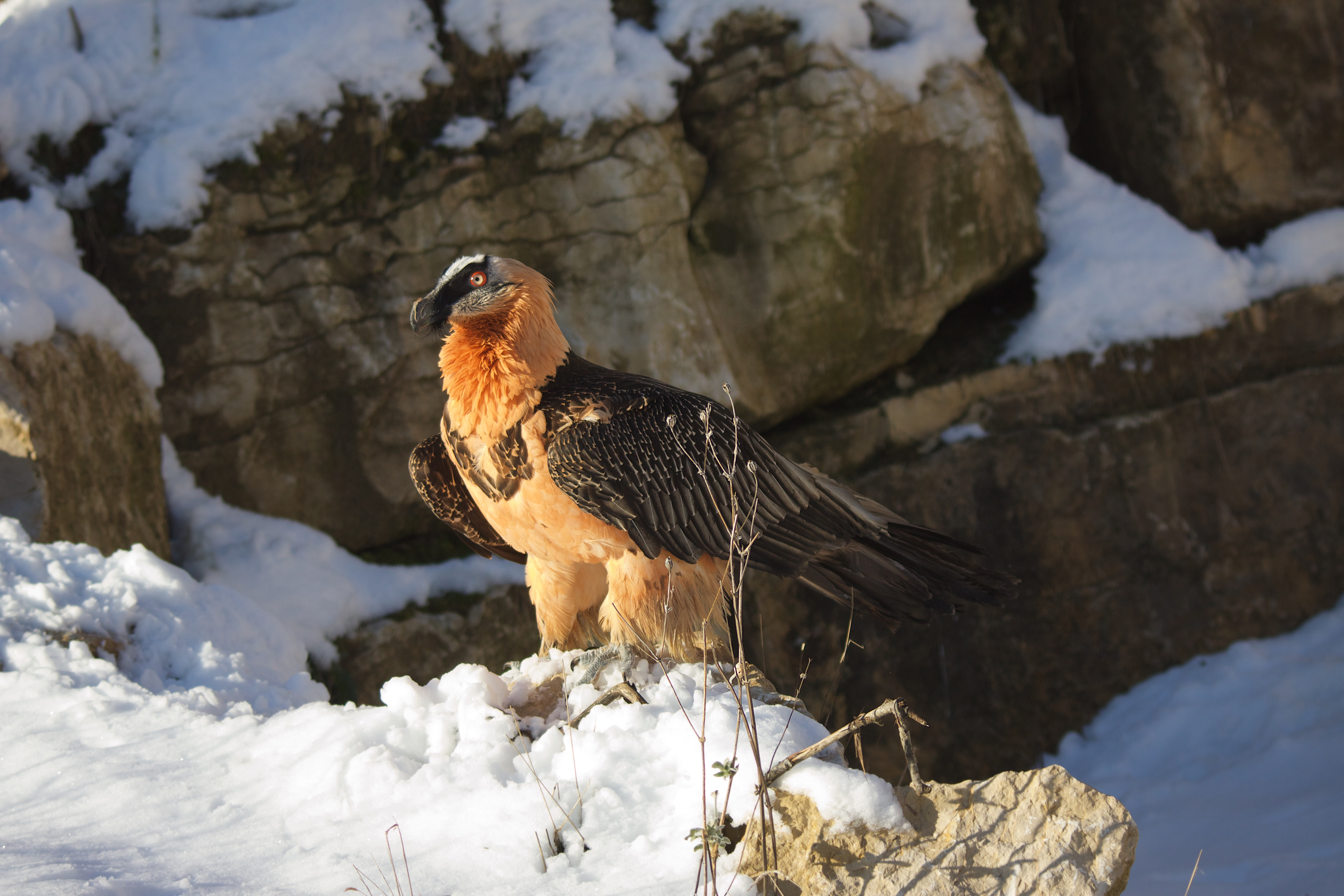
Gypaète barbu
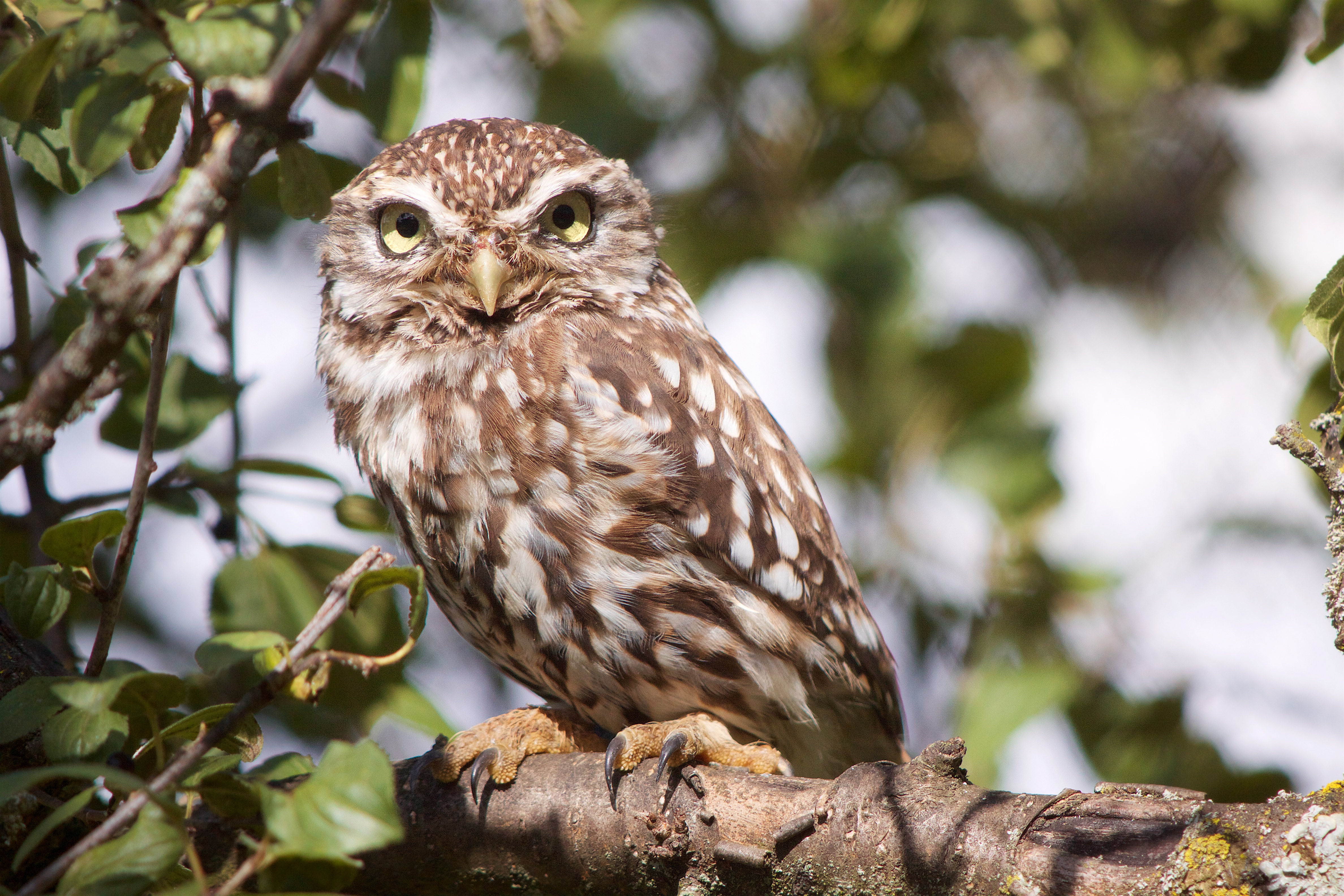
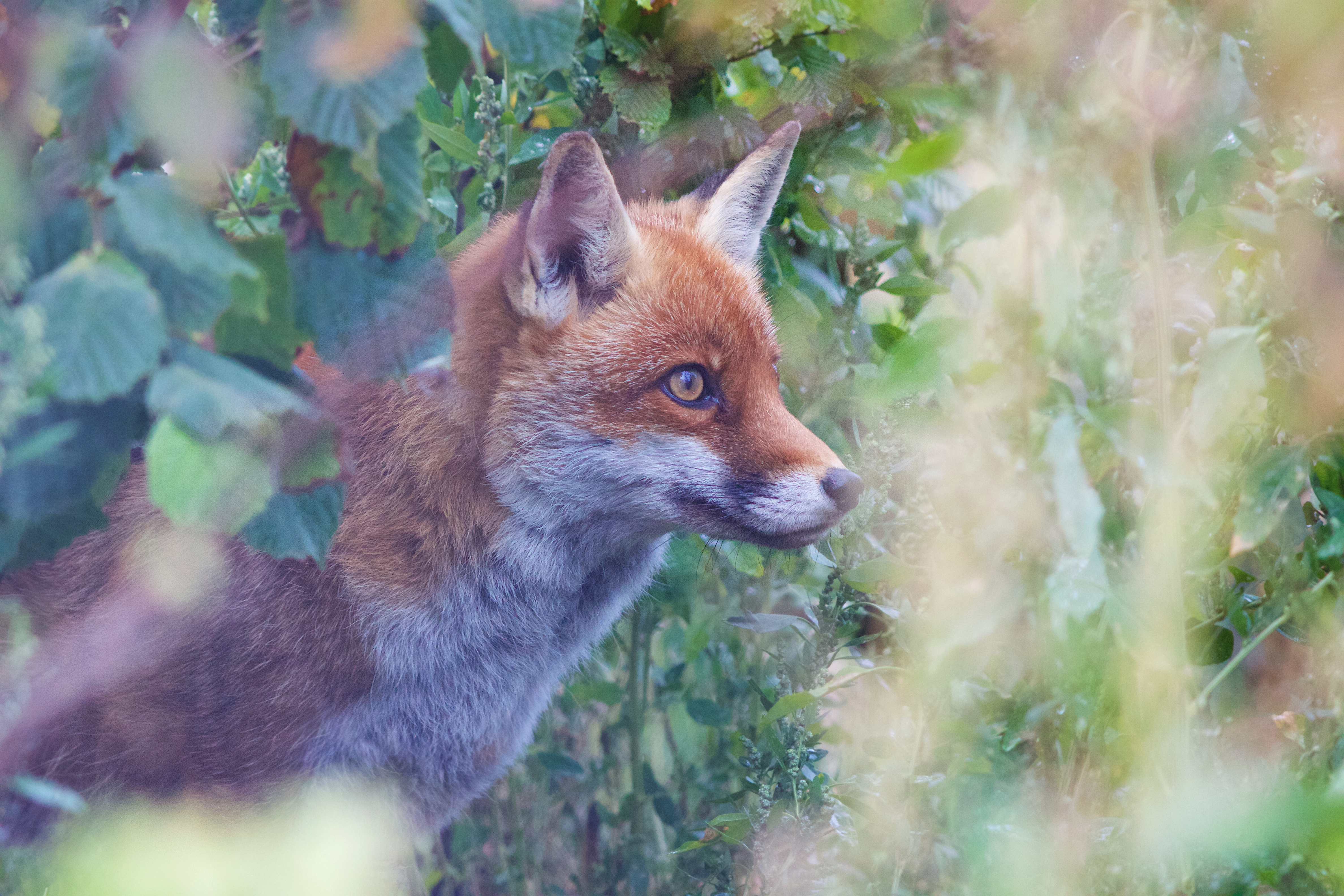
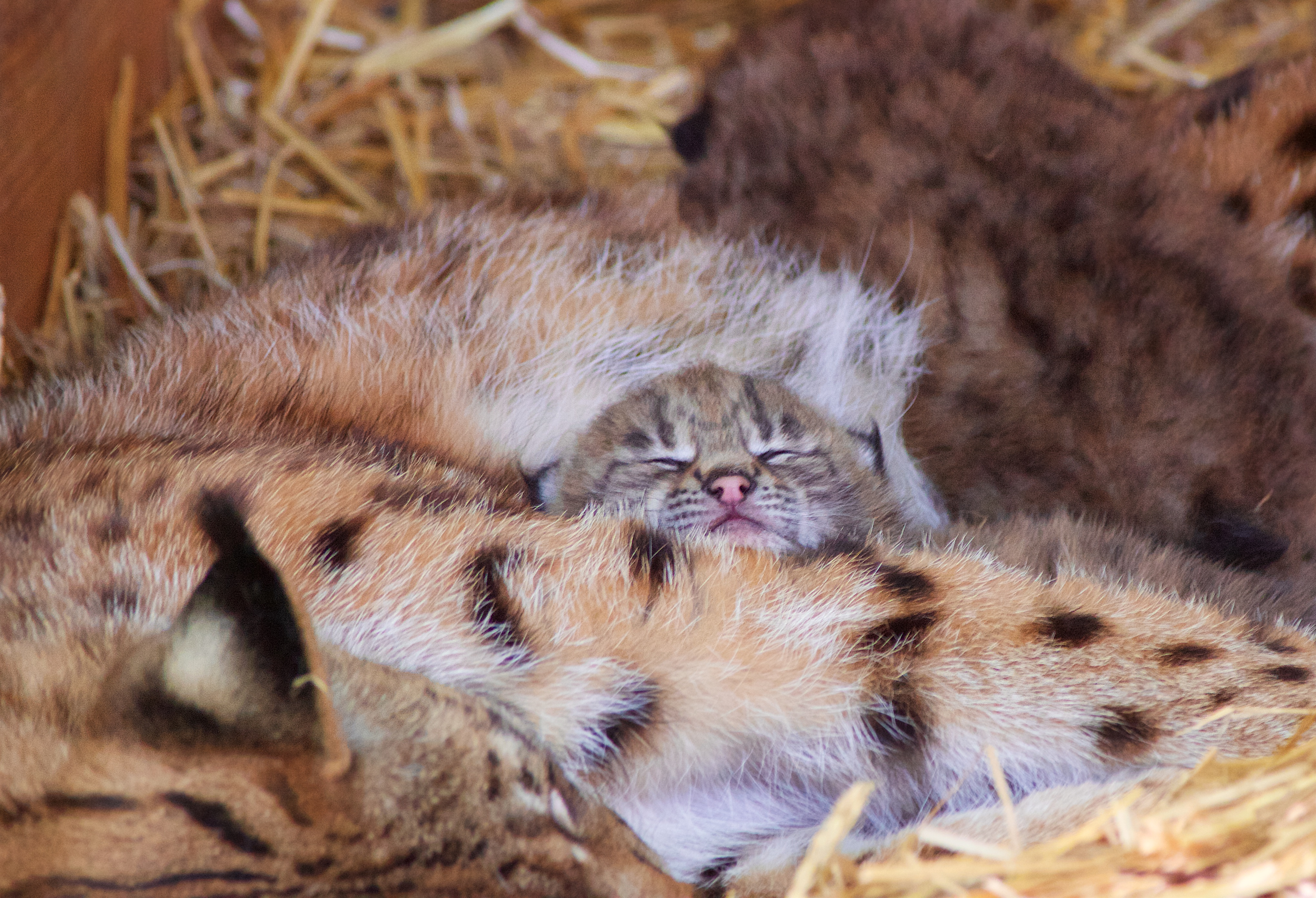
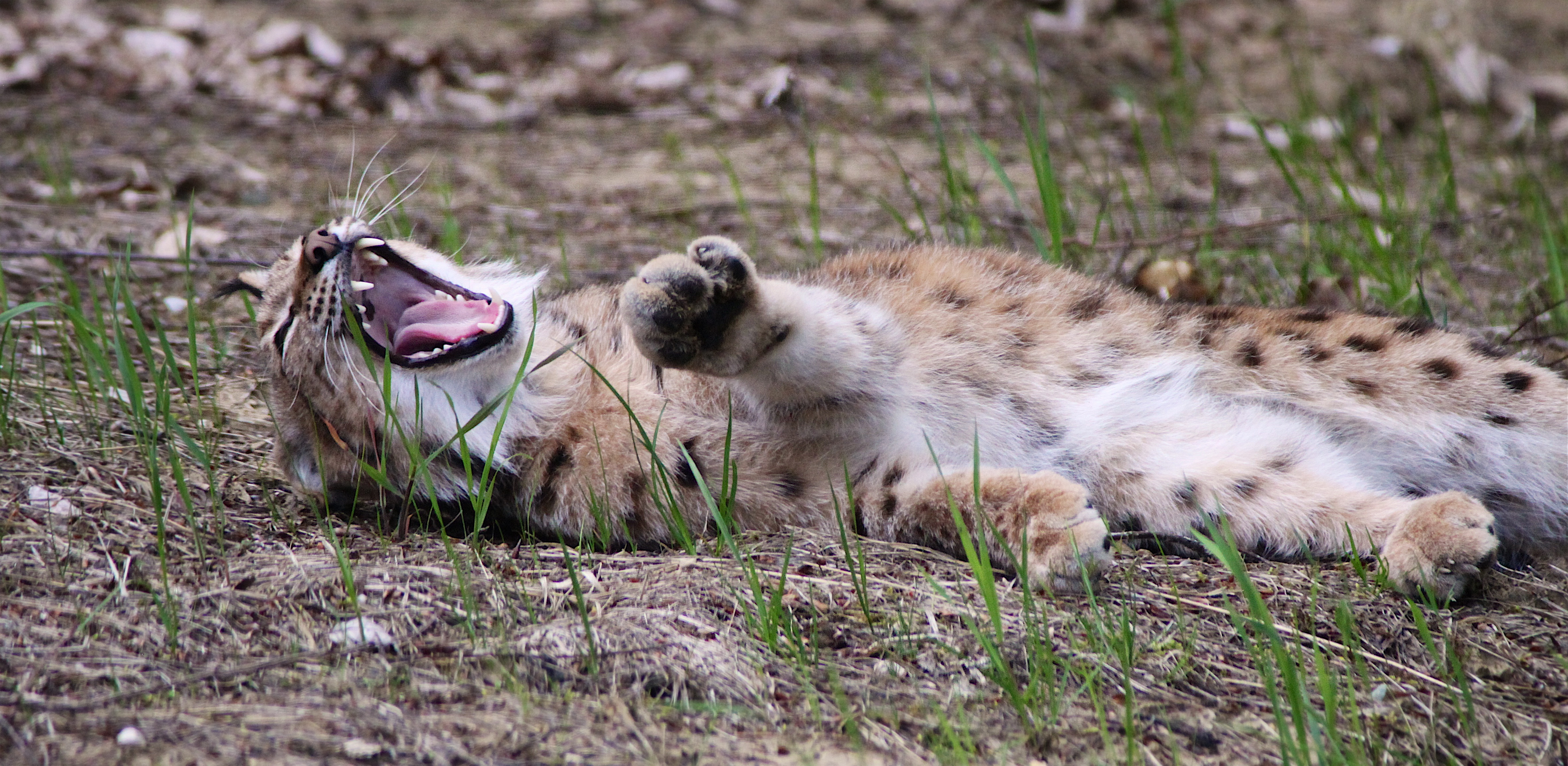
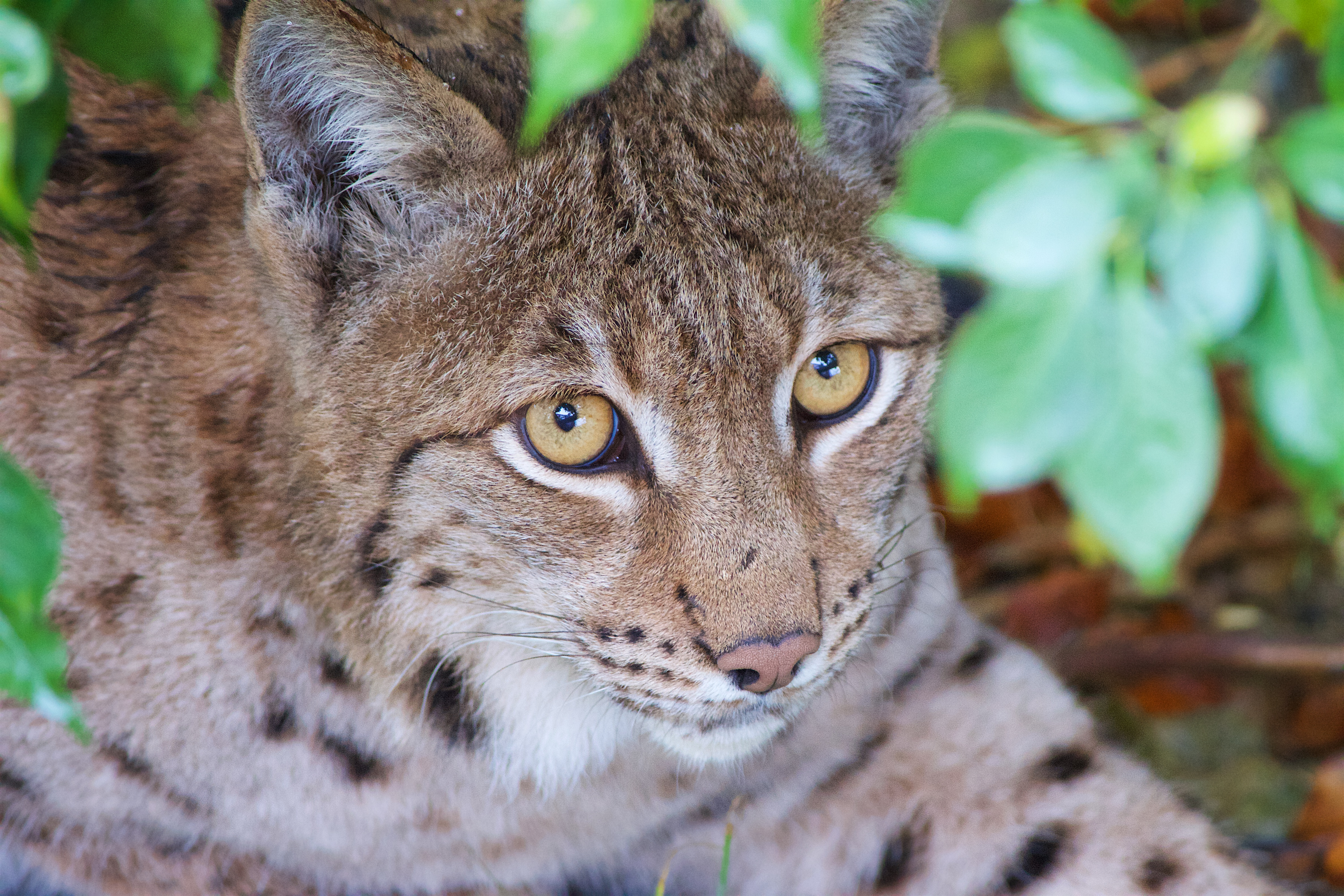
Le lynx des Carpates
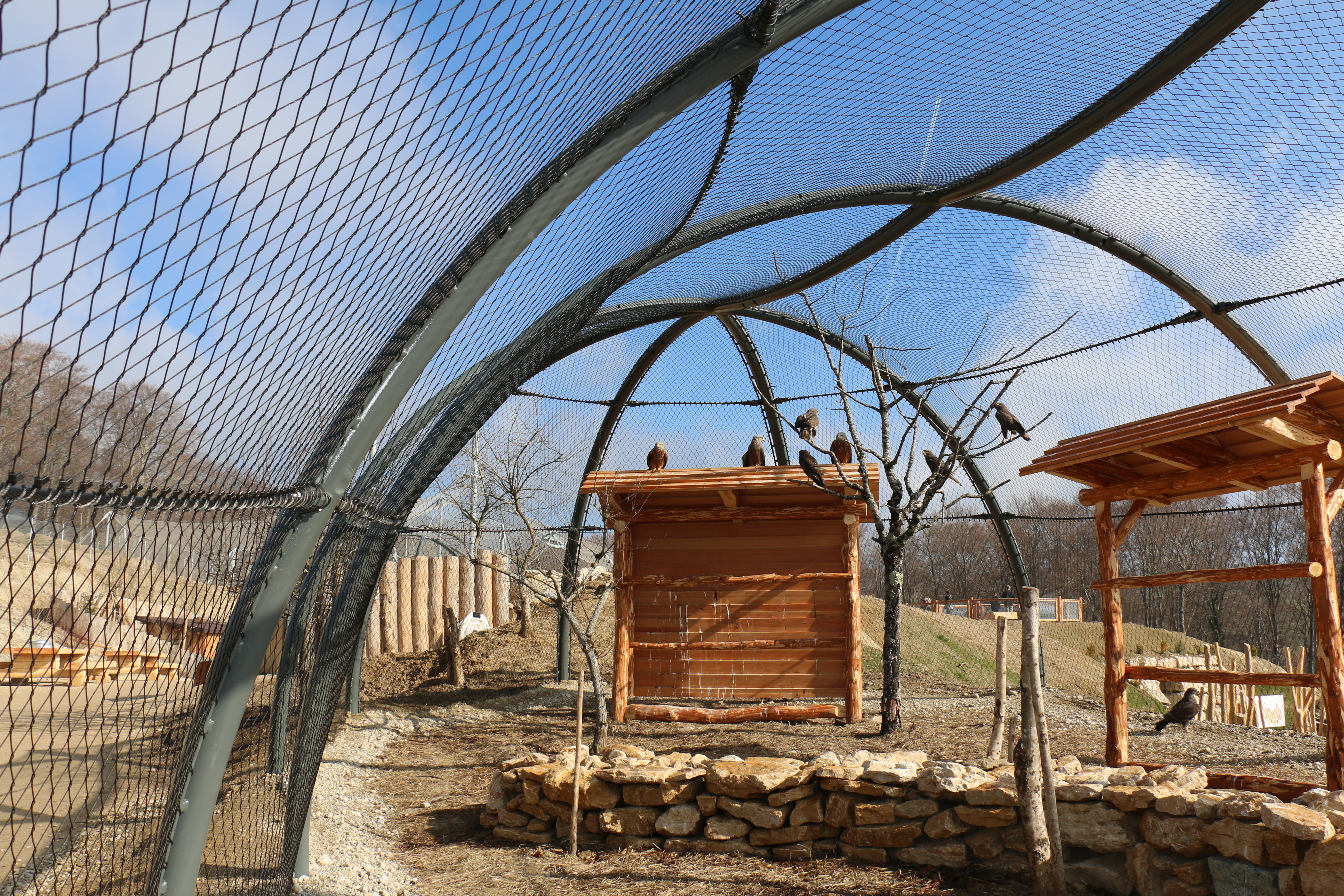
Rapaces Diurnes
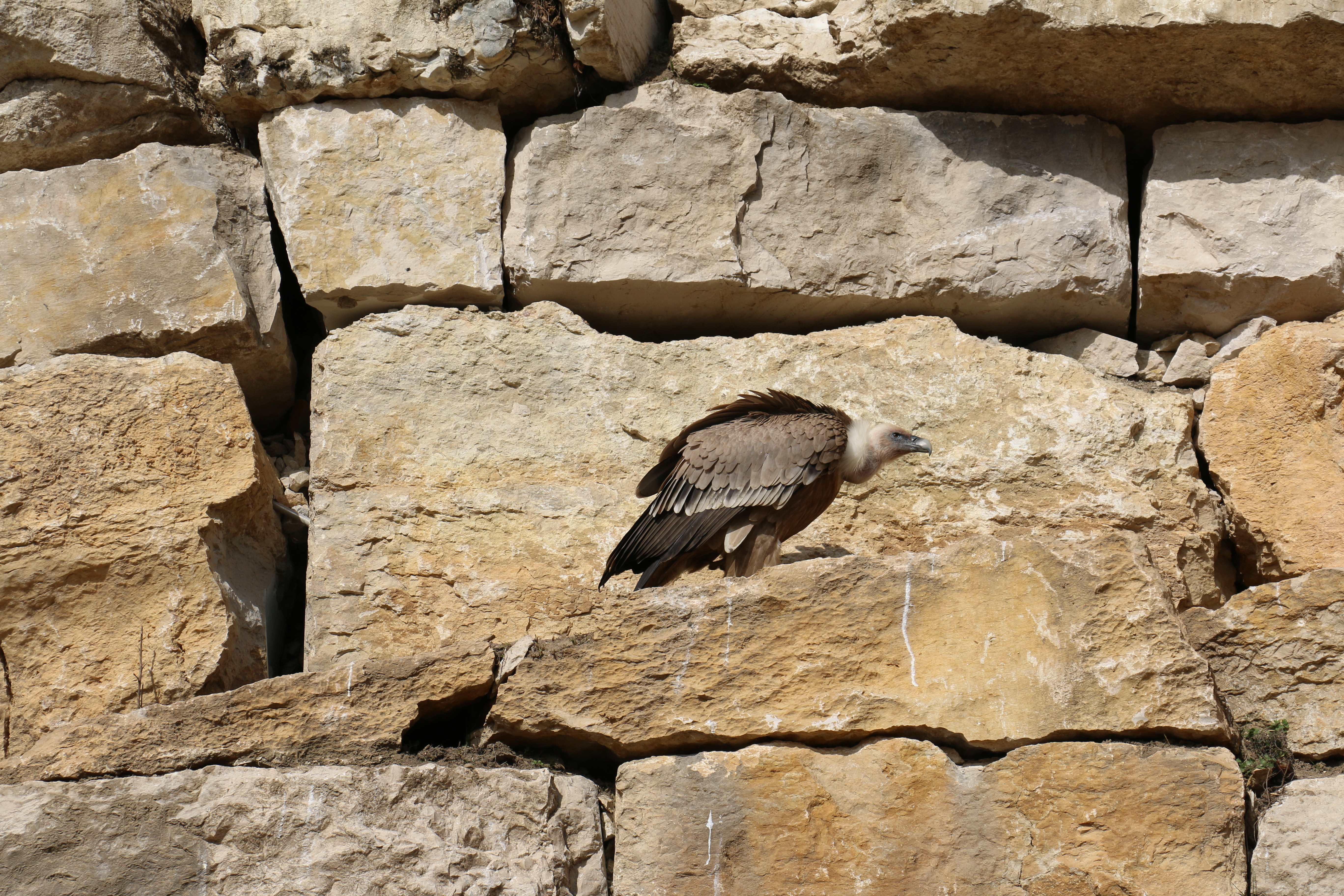
Vautour
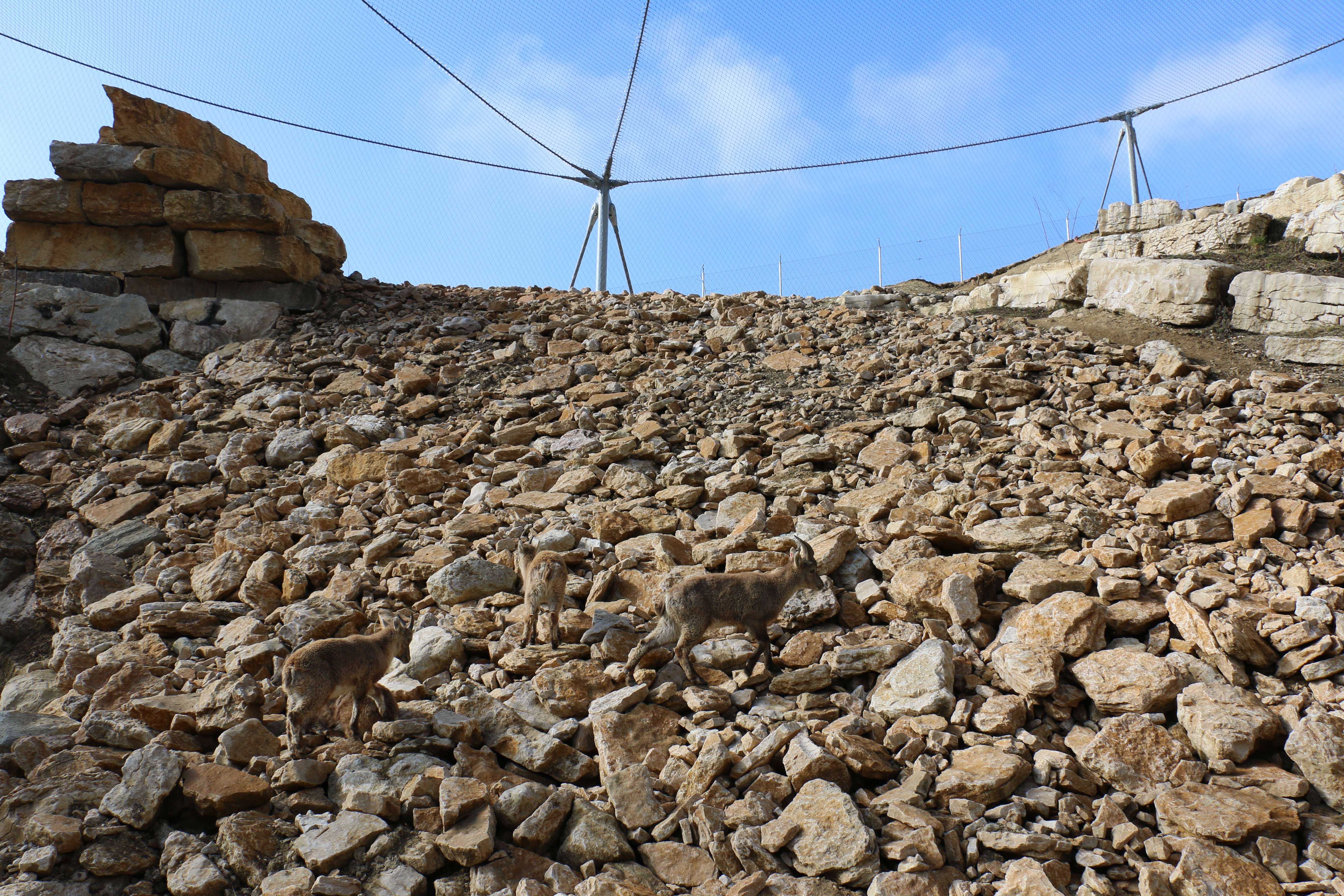
Bouquetin
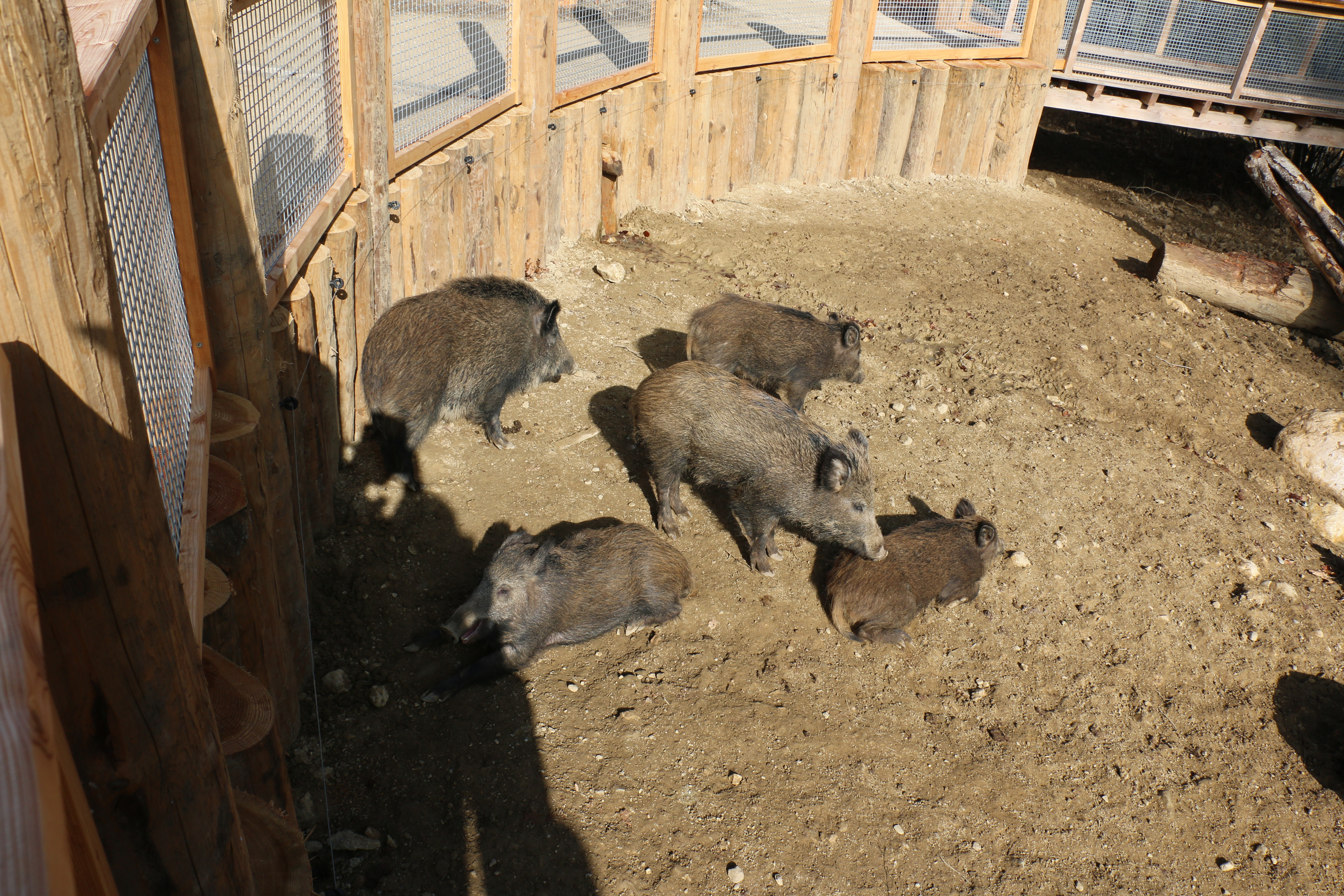
Sanglier
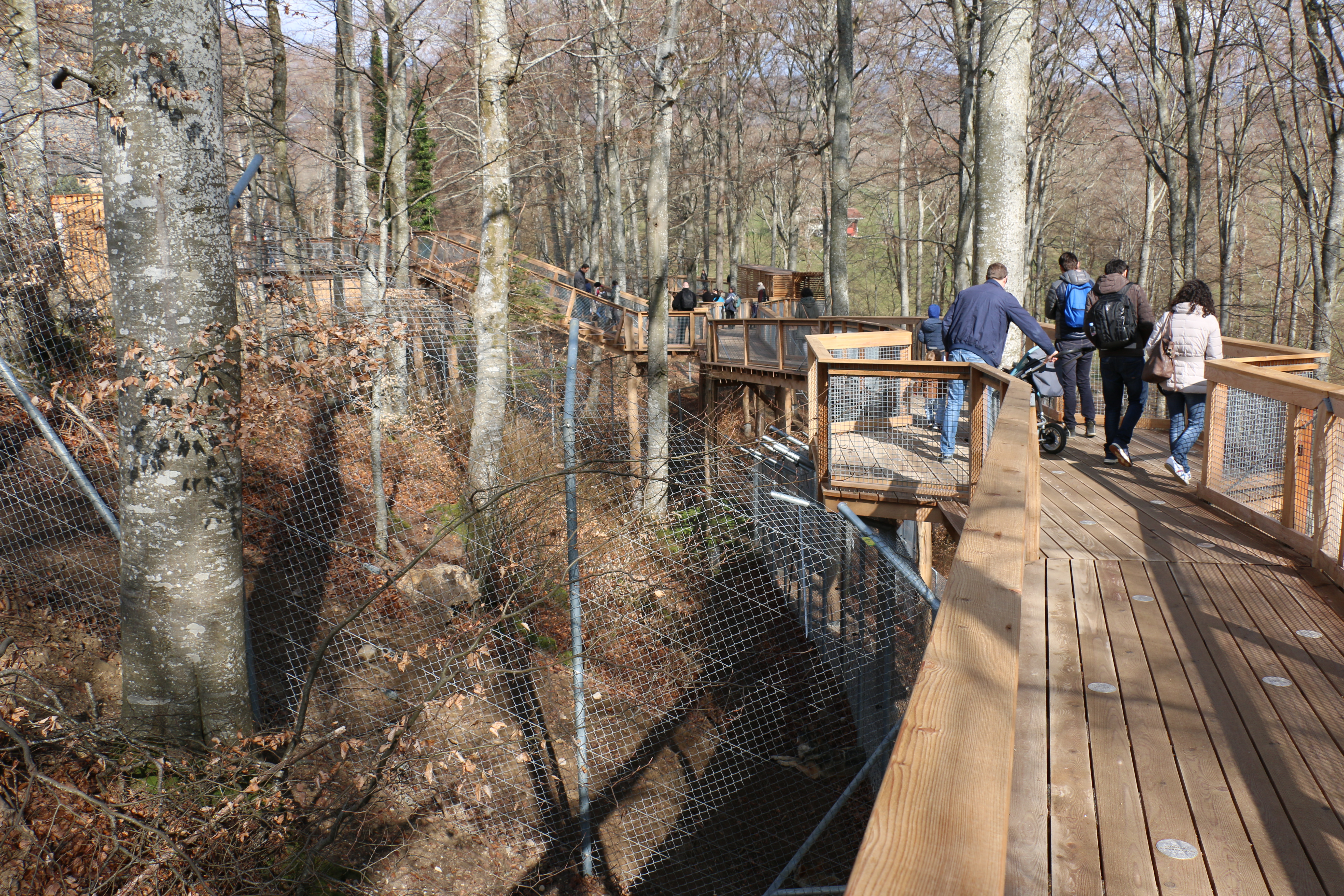
Loup
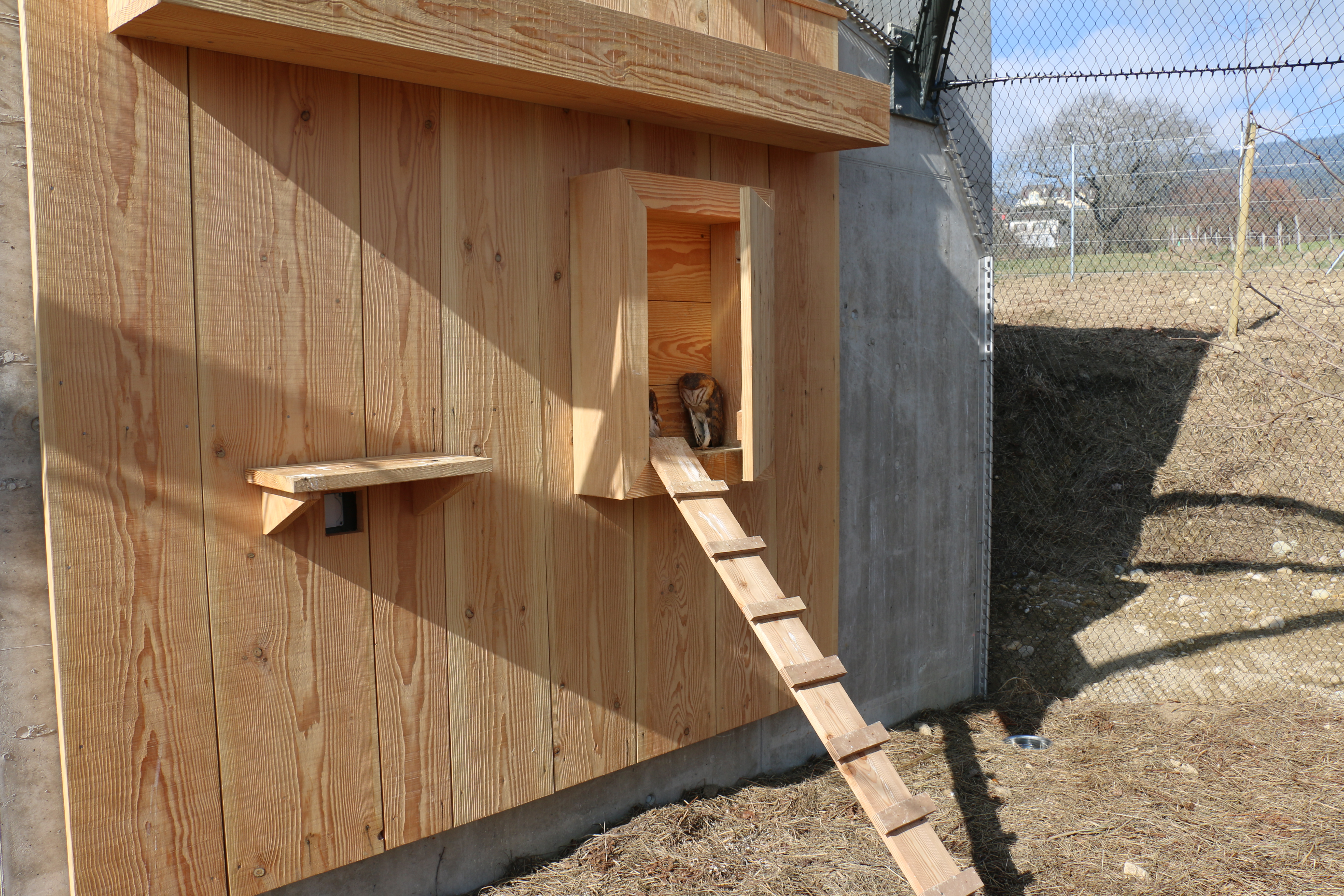
Effraie des Clochers
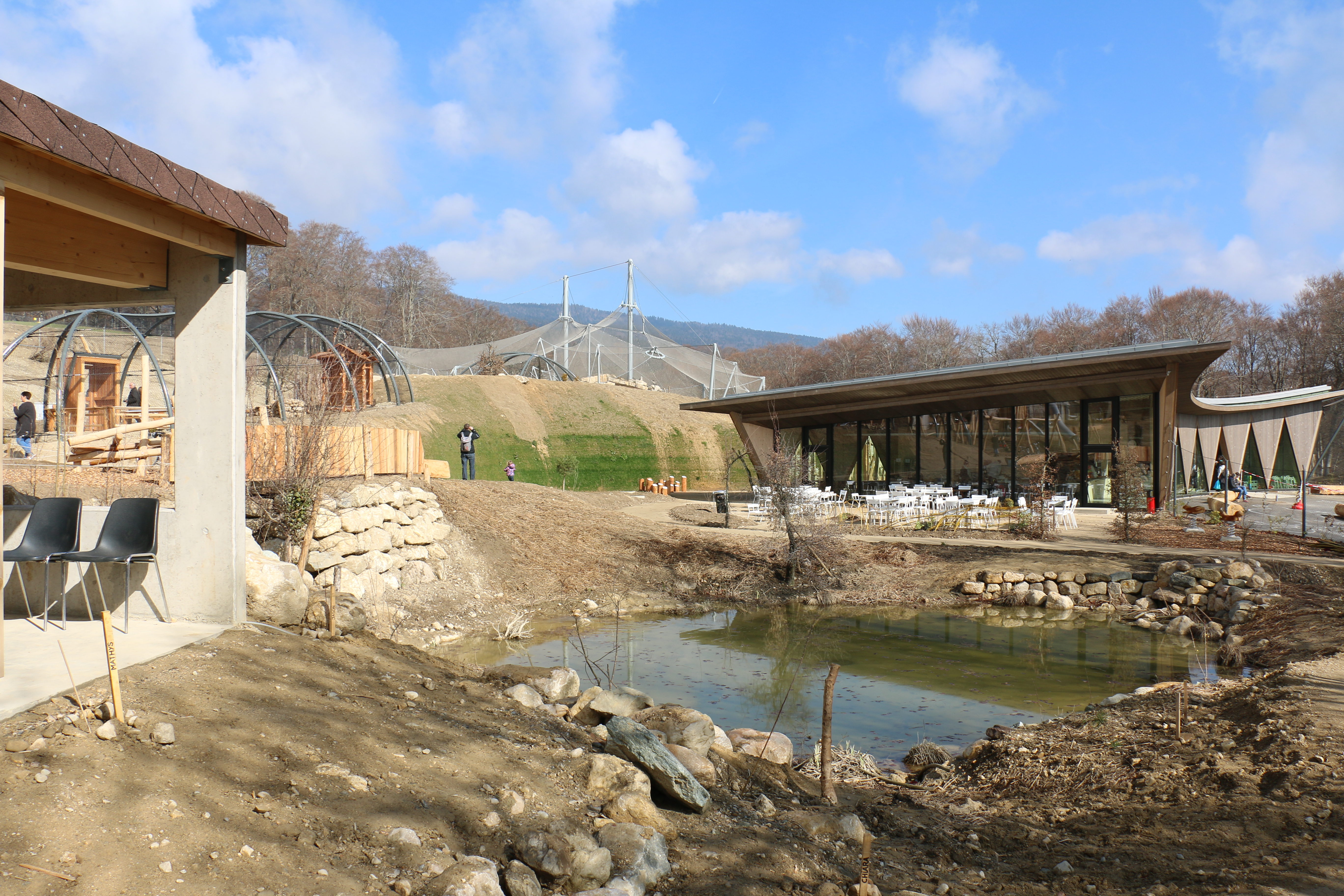
Zoo la Garenne
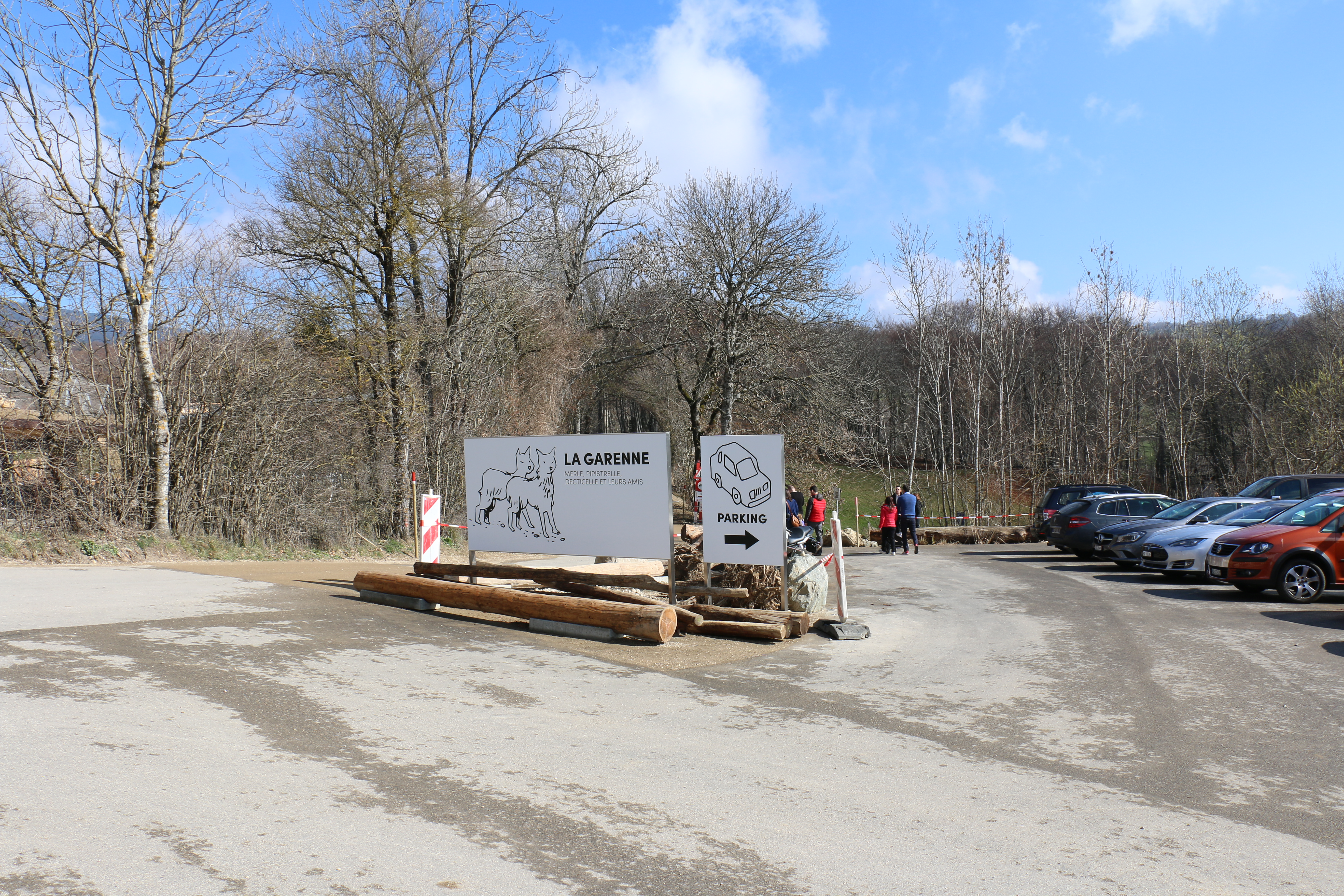
Parking

## Missions de La Garenne

### La réintroduction du Gypaète barbu dans les Alpes
La Garenne participe à des programmes nationaux et internationaux de réintroduction d'espèces concernant notamment les gypaètes barbus et les vautours moines. Sur les 25 gypaètes nés et élevés à La Garenne, 13 ont participé au programme de reproduction en parc animalier et 12 ont pu être relâchés dans la nature. Certains d'entre eux ont constitué de nouveaux couples qui se sont reproduits. Cette spécialisation a donné à La Garenne une reconnaissance bien au-delà des frontières de la Suisse. Pour continuer l’appui à ce programme de réintroduction, une grande volière unique en Suisse de 23 000 mètres cubes a été construite.

### Le centre de soins pour la faune sauvage
La Garenne accueille et soigne les animaux sauvages en difficulté. Des milliers d’animaux de toutes espèces, de la chauve-souris au chevreuil ont ainsi pu être relâchés. Plus de 80 % des animaux présentés dans le parc de La Garenne proviennent du centre de soins. Il s’agit d’individus qui n’ont pu être relâchés, car bien que jouissant d’une très bonne santé globale, ils ont néanmoins un problème les empêchant de mener une vie autonome dans la nature : un handicap, des troubles du comportement, etc. Ils sont hébergés à La Garenne jusqu’à la fin de leur vie.

### La sensibilisation à la préservation de la nature
La position géographique du parc animalier est idéale pour mettre en valeur la faune suisse, ainsi que ses milieux naturels. C’est la raison pour laquelle, le transfert de connaissances visant à sensibiliser tout public au développement durable et à la protection de l’environnement est porté par des thématiques sur des espèces locales de Suisse romande. La Garenne contribue ainsi directement à l'objectif stratégique 7.7 de la Stratégie Biodiversité Suisse, qui promeut l’échange d’informations, la sensibilisation, la formation et le conseil. Les activités pédagogiques sont réalisées dans un cadre favorisant l’apprentissage avec divers outils de médiation.